# Mount Washington (Los Angeles)
Mount Washington è un quartiere posto sulle colline nell'EstSide di Los Angeles. Secondo il censimento del 2000 la popolazione del distretto era di 12.728 abitanti.
I confini sono definiti dalla Division Street ad ovest, El Paso Drive e la Avenue 50 a nord-est, Marmion Way a sud-est e Isabel Street a sud-est. Il distretto è considerato come uno dei più belli e verdi della regione a nord-est di Los Angeles.
Vari parchi offrono viste sul centro di Los Angeles, sulle montagne di San Gabriel e sulle vallate circostanti. Dal distretto è possibile osservare la valle di San Gabriel e nei giorni più limpidi il Bacino di Los Angeles fino all'Oceano Pacifico.
I quartieri adiacenti a Mount Washington sono Glassell Park a nord-ovest, Eagle Rock a nord, Highland Park a nord-est, Montecito Heights a sud-est e Cypress Park a sud-ovest.